# St Donats
St Donats (Sain Dunwyd in lingua gallese) è un centro abitato del Galles, situato nel distretto di contea di Vale of Glamorgan.

## Monumenti e luoghi d'interesse
- Castello di St Donats[1][2][3]